# Jan Thorell
Jan Gösta Thorell, född 14 augusti 1927 i Stockholm, död där 11 oktober 2008, var en svensk tecknare och reklamkonstnär.
Thorell medverkade som tecknare i Nationalmuseums utställningar Unga tecknare i början av 1950-talet men var huvudsakligen verksam som reklamtecknare för olika företag och försåg förpackningar med teckningar och grafisk formgivning. 